# Brit Awards de 2001
O Brit Awards de 2001, oferecido pela British Phonographic Industry (BPI), foi realizado em 26 de fevereiro de 2001 no Earls Court, em Londres,  Inglaterra, e foi apresentado pela dupla de apresentadores televisivos Ant & De. Este ano foi a última apresentação do prêmio Melhor Gravação de Trilha Sonora.

## Apresentações
| Artista(s)      | Canção(ões)                                      | Apresentado(s) por |
| --------------- | ------------------------------------------------ | ------------------ |
| Robbie Williams | "Rock DJ"                                        | —                  |
| Craig David     | "Fill Me In"                                     | Ant & Dec          |
| Hear'Say        | "Pure and Simple"                                | Ant & Dec          |
| Westlife\|      | "Uptown Girl"                                    | Ant & Dec          |
| Coldplay        | "Trouble"                                        | Ant & Dec          |
| Destiny's Child | "Independent Women Part I"                       | Ant & Dec          |
| Eminem          | "The Real Slim Shady"                            | Ant & Dec          |
| Sonique         | "It Feels So Good"                               | Ant & Dec          |
| U2              | "One" Beautiful Day" Until the End of the World" | Ant & Dec          |

## Vencedores e indicados
| Melhor Álbum Britânico (apresentado por Samuel L. Jackson) | Melhor Gravação de Trilha Sonora |
| --- | --- |
| - Coldplay – Parachutes - Craig David – Born to Do It - Radiohead – Kid A - David Gray – Lost Songs - Robbie Williams – Sing When You're Winning | - American Beauty - Air – The Virgin Suicides - Billy Elliot - Björk – Selmasongs - Shaft - The Beach |
| Melhor Single Britânico do Ano (apresentado por David Ginola e Joely Richardson) | Melhor Vídeo Britânico do Ano (apresentado por Jane Horrocks e Graham Norton) |
| - Robbie Williams – "Rock DJ" - David Gray – "Babylon" - Craig David – "7 Days" - Coldplay – "Yellow" - Sonique – "It Feels So Good" - Toploader – "Dancing in the Moonlight" - All Saints – "Pure Shores" - Spiller – "Groovejet (If This Ain't Love)" - Sugababes – "Overload" - Moloko – "The Time Is Now" | - Robbie Williams – "Rock DJ" - All Saints – "Pure Shores" - Coldplay – "Yellow" - Toploader – "Dancing in the Moonlight" - Craig David – "7 Days" Eliminado - Jamelia – "Money" - Moloko – "The Time Is Now" - Sonique – "It Feels So Good" - Texas – "In Demand" - Travis – "Coming Around" |
| Melhor Cantor Britânico (apresentado por Geri Halliwell) | Melhor Cantora Britânica (apresentado por Jamie Oliver e Jules Oliver) |
| - Robbie Williams - Badly Drawn Boy - David Gray - Fatboy Slim - Craig David | - Sonique - PJ Harvey - Dido - Jamelia - Sade |
| Melhor Grupo Britânico (apresentado por Fay Ripley e Ralf Little) | Melhor Revelação Britânica (apresentado por Sarah Cox e Pete++) |
| - Coldplay - Moloko - All Saints - Radiohead - Toploader | - A1 - Toploader - Artful Dodger - Craig David - Coldplay |
| Melhor Artista Britânico de Dance (apresentado por Denise Lewis e Audley Harrison) | Melhor Artista de Pop (apresentado por Cat Deeley) |
| - Fatboy Slim - Artful Dodger - Craig David - Sonique - Moloko | - Westlife - Ronan Keating - S Club 7 - Britney Spears - Steps |
| Melhor Cantor Internacional (apresentado por Elton John) | Melhor Cantora Internacional (apresentado por Donny Osmond e Helena Christensen) |
| - Eminem - Ricky Martin - Ronan Keating - Sisqo - Wyclef Jean | - Madonna - P!nk - Kylie Minogue - Jill Scott - Britney Spears |
| Melhor Grupo Internacional (apresentado por Kylie Minogue e Huey Morgan) | Melhor Revelação Internacional (apresentado por Hear'Say) |
| - U2 - Westlife - The Corrs - Santana - Savage Garden | - Kelis - Westlife - Jill Scott - Lene Marlin - P!nk |
| Contribuição Excepcional para a Música (apresentado por Noel Gallagher) | |
| U2 | |

## Momentos notáveis

### Noel Gallagher e A1
Durante a cerimônia, a boy band A1 recebeu o prêmio de "Melhor Revelação Britânica". No final da noite, o guitarrista do Oasis, Noel Gallagher, subiu ao palco para apresentar ao U2 seu prêmio de "Contribuição Excepcional para a Música". Como Gallagher pegou o microfone no início de seu discurso de apresentação, ele disse "Esta cerimônia de premiação ao longo dos anos tem sido acusada de não ter senso de humor, mas quando você vê o A1 vencendo melhor revelação, você sabe que alguém está mijando em algum lugar". A1 foi aparentemente ofendida, e em abril de 2001 eles tocaram uma versão cover da música de Oasis "Don't Look Back in Anger" de forma zombeteira, ao vivo usando instrumentos, e não uma faixa de apoio, como Gallagher também chamou a banda de "fabricada".